# Tianxing, Chongqing
Tianxing (kinesiska: 天星) är en socken i sydvästra Kina. Den ligger i häradet Wuxi i storstadsområdet Chongqing, omkring 350 kilometer nordost om det centrala stadsdistriktet Yuzhong. Antalet invånare är 3 121. Befolkningen består av 1 415 kvinnor och 1 706 män. Barn under 15 år utgör 12,0 %, vuxna 15-64 år 73 %, och äldre över 65 år 14,0 %.